# HarmonyOS
HarmonyOS, inizialmente Hongmeng OS (in cinese 鴻蒙T, 鸿蒙S, HóngméngP), è un sistema operativo creato e sviluppato da Huawei presentato il 9 agosto 2019.

## Storia
Huawei ha iniziato a sviluppare un sistema operativo in proprio a partire dal 2016. Nonostante le ipotesi avanzate dai media, a maggio del 2019 Huawei non aveva ancora comunicato il nome del sistema operativo. Secondo alcuni comunicati successivi, avrebbe dovuto trattarsi di un sistema operativo orientato alle applicazioni industriali e all'Internet delle cose. Nel maggio 2019, a seguito delle sanzioni economiche imposte dal presidente Donald Trump e il seguente impedimento all'utilizzo di Android, Richard Yu, CEO di Huawei, in un'intervista al settimanale tedesco Die Welt ha annunciato un piano B che prevede l'uso di Hongmeng OS qualora le sanzioni economiche dell'Unione Europea avessero impedito l'uso di Windows e Android, confermando l'accelerata allo sviluppo del sistema operativo, con l'obiettivo di implementarlo nei nuovi smartphone nel novembre dello stesso anno. Ha dichiarato anche che avrebbe preferito collaborare con gli ambienti di Google e Microsoft.
A luglio del 2019, il presidente di Huawei, Liang Hua, ha dichiarato che Hongmeng OS è stato progettato per applicazioni industriali e la compagnia non aveva ancora deciso se lo avrebbe reso disponibile nel prossimo futuro anche per gli smartphone. Le sue parole sono state riprese dalla vicepresidente del gruppo, Catherine Chen, che ha dichiarato che il sistema era integrato per l'ioT. Non è tuttavia stato reso chiaro se il sistema operativo Hongmeng sarà basato su Android oppure no: il responsabile del commercio estero del governo USA Kevin Wolf ha escluso questa eventualità dal punto di vista legale poiché una parte rilevante di Android è proprietà di Google Europa, ed è soggetta alla normativa commerciale dell'Unione Europea.
Il 9 agosto 2019 Huawei ha presentato Harmony OS alla conferenza inaugurale degli sviluppatori a Dongguan. Huawei ha descritto Harmony come un sistema operativo distribuito open source basato su microkernel per vari tipi di hardware, con comunicazioni tra processi più veloci rispetto a QNX o al microkernel Fuchsia di Google e allocazione delle risorse in tempo reale. Il compilatore ARK può essere utilizzato per il porting di pacchetti APK Android sul sistema operativo. Huawei ha dichiarato che gli sviluppatori sarebbero in grado di distribuire "in modo flessibile" il software del sistema operativo Harmony in varie categorie di dispositivi; la società si è concentrata principalmente su dispositivi IoT, inclusi "display intelligenti", dispositivi indossabili e sistemi di intrattenimento all'interno dell'auto e non ha esplicitamente posizionato Harmony come sistema operativo mobile. I primi dispositivi dotati del nuovo ambiente sono le smart tv Honor Vision. A settembre 2020, l'azienda ha annunciato che i propri dispositivi useranno HarmonyOS come sistema operativo. Nel giugno 2021 è stata aperta la beta pubblica per smartphone in Cina.

## La registrazione del marchio
Il 24 maggio 2019, Huawei ha registrato "Hongmeng OS" come marchio cinese valido fino al 13 maggio 2029. Lo stesso giorno Huawei ha registrato nell'Ufficio dell'Unione europea per la proprietà intellettuale, i seguenti quattro marchi commerciali:
- Huawei Ark OS
- Huawei Ark
- Ark
- Ark OS[17]

## Sviluppo
Il colosso della tecnologia cinese lavora su questo sistema operativo dal 2016, con un'architettura diversa da quella utilizzata da Android per i propri utenti. Retrocompatibile con i formati delle app Android (APK e AAB), a giugno 2021 è stato rilasciato HarmonyOS 2.0, per la prima volta compatibile con smartphone e tablet e a luglio 2022 è approdato HarmonyOS 3.0. Ad agosto 2023, oltre ad annunciare HarmonyOS 4.0, è stato annunciato HarmonyOS NEXT, cioè la prima versione del sistema operativo completamente indipendente da Android; quest'ultimo non è compatibile con i formati APK e AAB di app Android.

## Consorzio
L'Android Green Alliance è l'equivalente cinese dell'Open Handset Alliance, formata da Alibaba, Baidu, Tencent, NetEase, e coordinata da Huawei. Tale consorzio avrà il compito di definire gli standard di sviluppo delle applicazioni per Android in Cina.